# Viktorija Kamenská
Viktorija Alexandrovna Kamenská (rusky Виктория Александровна Каменская; 13. srpna 1925 Leningrad – 18. července 2001, Repino) byla ruská spisovatelka a překladatelka. Za své překlady z češtiny získala v roce 1998 cenu Premia Bohemica.

## Život
Dcera profesora leningradské konzervatoře, pianisty Alexandra Daniloviče Kamenského (1900–1952), a výtvarnice Valentiny Jefimovny Goldinové (1902–1968). Když otec v roce 1927 opustil rodinu, od tří let žila s prarodiči v Moskvě a za matkou do Leningradu jezdila jen na prázdniny. V roce 1938 byl dědeček nezákonně zatčen a popraven, babička po krátkém zatčení vyhoštěna do Kalugy a Viktorie s ní odešla do vyhnanství dobrovolně. Po vypuknutí války pracovala pro Komsomol ve zbrojovce. Den před okupací města německými vojsky se s nemocnou babičkou evakuovala do Sverdlovského kraje. Po dokončení střední školy v roce 1943 byla přijata do Sverdlovského lékařského institutu, kde studovala až do března 1944 a začala pracovat ve výzkumném ústavu. Z Leningradu za ní přišla po evakuaci matka, ale v září 1944 se do Leningradu zase vrátily a Viktorije zde začala studovat na filologické fakultě. V prvním ročníku se provdala za E.A. Smirnova a v roce 1945 se jim narodil syn. Od roku 1949 do roku 1985 pracovala jako učitelka ruského jazyka a literatury ve školách v Leningradě. V roce 1951 se rozvedla a provdala se za studenta slavistiky Olega Maleviče. V roce 1957 porodila druhého syna. Pod vlivem svého manžela se začala zabývat překlady z české a slovenské literatury. Od roku 1982 byla členkou Svazu sovětských spisovatelů.

## Dílo
Autorka více než 200 publikací a literárních překladů. Mezi nimi jsou překlady z české prózy a poezie: Jiří Weil, Eduard Petiška, Marie Pujmanová, Josef Čapek, František Branislav, Otokar Březina, Jaroslav Vrchlický, Vilém Závada, Jaroslav Seifert, Jarmila Urbánková, Miroslav Florian, Jiří Šotola, Jaromír John, Ivan Klíma, Jana Moravcová, Jan Otčenášek, Karel Poláček, Bohumil Říha, Jan Skácel, Karel Čapek, Ludvík Aškenazy, Pavel Kohout, František Kožík („Deburau“, 1973 a „fanfáry pro krále“, Petrohrad, 2010), Eliška Horelová („Ptáci“, Moskva, 1977), Bohuslav Šnajder („Zlatý trojúhelník“, Moskva, 1989), Jan Mukařovský („Studie v oblasti estetiky a teorie umění“, 1994, „strukturální poetika“, Moskva, 1996)). Ve spolupráci s manželem přeložila hru Pavla Kohouta „dobrá píseň,“ a hry Jáchyma Topola a televizního seriálu Jindřišky Smetanové „konec velké éry“. Přeložila i několik populárně vědeckých knih Miloslava Stingla a Masarykovu stať „Rusko a Evropa“. Po sovětské okupaci Československa v roce 1968 byly překlady českých autorů zakázány, ale v roce 2001 z nich sestavila antologii „Černý Petr“.
Ze slovenštiny překládala především poezii a dramata. Překládala i z němčiny, polštiny.
Její „labutí píseň“ byl překlad příběhu česko-izraelského spisovatele Viktora Fischla (Avigdor Dagan).